# Club Social y Deportivo Municipal
El Club Social y Deportivo Municipal és un club guatemalenc de futbol de la ciutat de Guatemala.

## Història

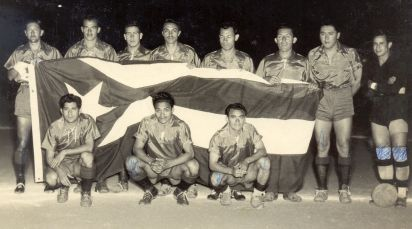
CSD Municipal campió del Torneo Independencia de Cuba el 1948.

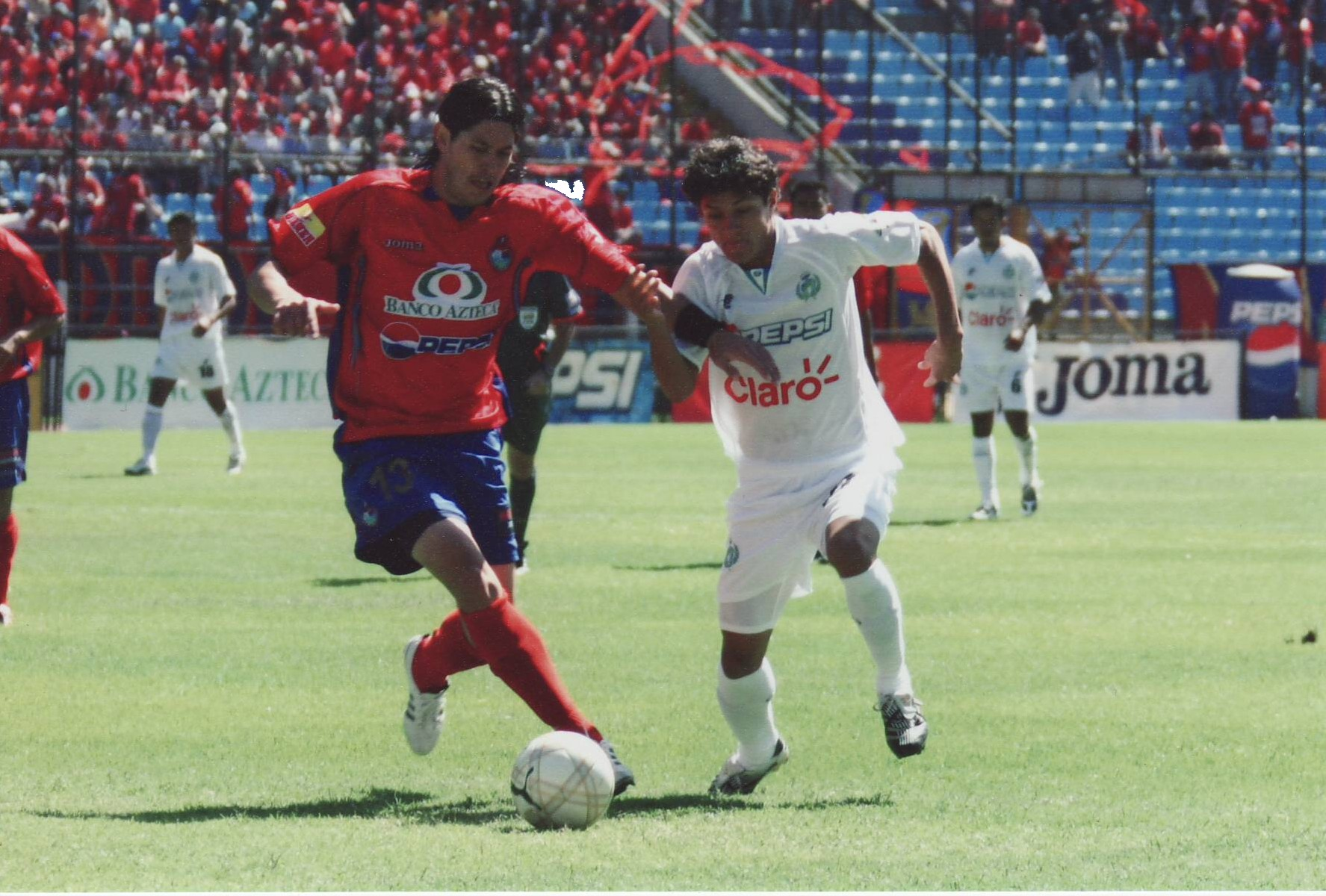
Paulo Centurión (CSD Municipal) i Jairo Arreola (Comunicaciones FC).

El club nasqué el 17 de maig de 1936, fundat per treballadors de l'ajuntament de la Ciutat de Guatemala, d'aquí el seu nom, Municipal. El 1938 assolí l'ascens a la primera divisió de la Lliga Capitalina, acabant segon en el seu debut.
L'actual estadi del club és l'Estadi Mateo Flores, que comparteix amb Comunicaciones (1950 a 1991 i des del 2005). Anteriorment jugà a l'Estadi Autonomía. També ha usat l'Estadi La Pedrera quan el Mateo Flores no ha estat disponible. L'estadi Manuel Felipe Carrera, també anomenat El Trébol, és el seu camp d'entrenament i ocasionalment per disputar partits.

## Palmarès
- Lliga guatemalenca de futbol: 26[2]
  - 1942, 1947, 1950-51, 1954-55, 1963-64, 1965-66, 1970, 1973, 1974, 1976, 1987, 1988, 1989-90, 1991-92, 1993-94, 2000 Apertura, 2000 Clausura, 2001, 2002 Clausura, 2003 Apertura, 2004 Apertura, 2005 Clausura, 2005 Apertura, 2006 Clausura, 2006 Apertura, 2008 Clausura

- Copa guatemalenca de futbol: 8
  - 1960, 1967, 1969, 1994, 1995, 1998, 2003, 2004

- Copa de Campions de la CONCACAF: 1
  - 1974

- Copa Interclubs de la UNCAF: 3
  - 1974, 1977, 2001, 2004

## Futbolistes destacats[3]
- Carlos Toledo, davanter, 1938-1955
- Alberto López Oliva, defensa, 1963-1978
- Julio César Anderson, davanter, 1969-1984
- José Emilio Mitrovich, centrecampista, 1970s
- Benjamín Monterroso, defensa/centrecampista, 1970-1979
- Juan Manuel Funes, centrecampista, 1986-1997
- Julio Rodas, davanter, 1988-1994
- Ronald Gómez, davanter, 1998-99
- Javier Delgado, defensa, 1997-98
- Carlos Ruiz, davanter, 1999-2002
- Juan Carlos Plata, davanter, 1989-?
- German Ruano, defensa, 1993-?
- Guillermo Ramírez, centrecampista, 1999-?